# Ширинская-Манштейн, Анастасия Александровна
Анастасия Александровна Ширинская-Манштейн (23 августа [5 сентября] 1912, имение Насветевич в бывшем селе Рубежное, Российская империя (ныне — город Лисичанск, Луганская область, Украина) — 21 декабря 2009, Бизерта, Тунис) — старейшина русской общины в Тунисе, свидетельница эвакуации кораблей Черноморской эскадры из Крыма в годы Гражданской войны в России. Анастасия Александровна внесла большой вклад в сохранение исторических реликвий и памяти о Русской эскадре и её моряках.

## Биография
В возрасте 8 лет попала в Бизерту вместе с матерью на миноносце «Жаркий». Командиром корабля был её отец Александр Сергеевич Манштейн, род которого восходит к генералу Кристофу-Герману фон Манштейну, автору «Воспоминаний о России» (XVIII век).
В 1929 году окончила среднюю школу Лякор и была принята в предпоследний класс колледжа «Стефен Пишон» благодаря хорошим результатам экзаменов. С этого времени она начала давать частные уроки.
Дальнейшее образование она получила в Германии и возвратилась в 1934 году в Бизерту.
Все эти годы на свои скромные средства и средства немногих русских тунисцев она ухаживала за могилами, ремонтировала храм, построенный эмигрантами, которые прибыли в Бизерту вместе с ней.
Вновь на родине оказалась в 1990 году. Навестила своё бывшее родовое имение в Лисичанске.

«Я ждала русского гражданства. Советское не хотела. Потом ждала, когда паспорт будет с двуглавым орлом — посольство предлагало с гербом интернационала, я дождалась с орлом. Такая я упрямая старуха».— 
70 лет прожила с Нансеновским паспортом.
5 мая 1997 года указом Президента Российской Федерации получила гражданство Российской Федерации.
В 2000 году во время нового визита в Россию встречалась с российской общественностью в Доме дружбы в Москве.
В 2006 году муниципалитет города Бизерта переименовал одну из площадей города, на которой расположен православный храм Св. Александра Невского, и назвал её именем Анастасии Ширинской.

В измерениях времени 70 лет — это ничто. Поэтому наше поколение знало, что такая страна, такая цивилизация тысячелетняя с такими качествами русского народа не может погибнуть. Но я хочу сказать спасибо моим учительницам-француженкам, которые меня научили писать по-французски, потому что я могла и по-французски книжку написать.
Написала книгу воспоминаний «Бизерта. Последняя стоянка», изданную на французском и на русском языках. В 2005 году за эту книгу Анастасии Александровне была присуждена специальная награда Всероссийской литературной премии «Александр Невский» «За труды и Отечество».
В апреле 2009 года полнометражный документальный фильм «Анастасия», основанный на воспоминаниях Ширинской, получил кинопремию «Ника» Российской киноакадемии как лучший неигровой фильм России 2008 года.
Скончалась 21 декабря 2009 года в своем доме в Бизерте в возрасте 97 лет.

## Семья
В 1935 году вышла замуж и родила троих детей.
Её муж — Мурза Сервер Муртаза Ширинский, прямой потомок крымскотатарского рода Ширинских.
Сын Сергей (род. 17 сентября 1936 г.) долгое время жил с матерью в Тунисе, скончался 4 мая 2013 года. Дочери Тамара (1940) и Татьяна (1945)  переехали во Францию, так как Анастасия настояла, чтобы они уехали и стали преподавателями физики и химии. У Татьяны родились внуки Жорж (Георгий) и Стефан (Степан).

## Государственные и общественные награды
- Орден Дружбы (Россия, 16 апреля 2003 года) — за большие заслуги в укреплении дружбы между народами Российской Федерации и Тунисской Республики[9]
- Медаль Пушкина (Россия, 3 декабря 2008 года) — за большой вклад в развитие культурных связей с Российской Федерацией, сохранение русского языка и русской культуры[10]
- Юбилейная медаль «300 лет Российскому флоту» (Россия)[11]
- Командор ордена культуры (Тунис)
- Почётный диплом Законодательного собрания Санкт-Петербурга (2005 год) — за выдающийся личный вклад в культурное развитие Санкт-Петербурга и укрепление дружественных связей между народами России и Туниса[11]
- Орден святой равноапостольной княгини Ольги III степени (Русская православная церковь)  Указ Святейшего Патриарха Алексия II, 1996.
- Орден преподобного Сергия Радонежского (Русская православная церковь)[11] Указ Святейшего Патриарха Алексия II, 1996.
- Орден Святителя Московского Иннокентия (Русская Православная Церковь) Указ Святейшего Патриарха Алексия II, 2007[12]
- Патриаршая грамота (Русская Православная Церковь) 1997 год
- Юбилейная Патриаршая грамота (Русская Православная Церковь) 2001 год
- Специальная награда «За труды и Отечество» Всероссийской литературной премии «Александр Невский» (Россия)
- Медаль Литке Русского географического общества[11]
- Орден «За заслуги» (Морское собрание Санкт-Петербурга)
- Малый крест ордена Святой Екатерины (Российский императорский дом)